# Fort Hammenhiel
Fort Hammenhiel is kort na 1658 gebouwd door de VOC op een rotsachtige zandbank tussen de eilanden Kayts en Karainagar in het noorden van Sri Lanka, destijds Ceylon geheten. Het bewaakte de enige navigeerbare vaarroute vanaf zee naar de lagune waarin de stad Jaffna ligt. Bij de bouw is gebruik gemaakt van de resten van een kleiner Portugees fort dat in april 1658 veroverd werd door troepen onder Rijcklof van Goens, in de aanloop van de verovering van het fort van Jaffna.
In februari was al het iets zuidelijker gelegen Fort Mannar veroverd. Hammenhiel werd beschouwd als de 'sleutel van Jafnapatan', 'leggende in 't midden van de riviere, aan de mond van de zee, welke alle uyt- ende in-komende schepen kan dwingen'. Voor Van Goens was het dus noodzakelijk om het te veroveren. Kanonvuur vanaf de eilanden kon echter geen bres in de muren slaan. Men besloot daarom het fort aan te vallen met boten voorzien van geschut en borstweringen, maar voor het zover kon komen gaven de Portugezen zich over door gebrek aan drinkwater. Het fort had slechts houten drinkwaterbakken die door inslaande granaten waren vernield.
Met de verovering van Jaffna kwam een eind aan de Portugese aanwezigheid op Sri Lanka. De Portugese forten rondom de kust, die meestal organisch gegroeid waren, werden daarna verkleind en gemoderniseerd. Van Goens had hiervoor vanaf 1659 de beschikking over de landmeter en militair ingenieur Adriaan de Leeuw. Ook het nieuwe fort Hammenhiel werd door hem ontworpen. Het ontleent zijn naam aan de vorm van Sri Lanka, dat op de kaart de naamgevers deed denken aan een (omgekeerde) ham, waarbij het fort zich op de hiel bevond. Het fort bestaat uit zeven ongeveer 5 meter hoge muren van koraalsteen die ruwweg een cirkel vormen met een doorsnede van zo'n 40 meter. In de zuidelijke muur is een poort die uitgeeft op een steiger. De noordoostelijke muur heeft een driehoekig uitsteeksel dat een schootsveld langs de muur verschaft. Dit deel van het eiland is wat rotsachtiger en hoger gelegen dan de rest. De muren hebben in totaal 17 schietgaten. Binnen de muren is een kleine binnenplaats met voorraadkamers en barakken voor zo'n 30 soldaten. Een trap leidt naar de bovenzijde van de muur. Ook is er een groot drinkwaterreservoir van baksteen, dat moest voorkomen dat bij een eventueel beleg het garnizoen hetzelfde lot zou treffen als de Portugezen. Het reservoir is echter zo hoog dat het boven de bescherming van de muren uitsteekt, wat bij latere inspecties vaak geconstateerd werd, maar nooit gecorrigeerd.
Hammenhiel werd beschreven door Jacob Haafner die er begin 1783 langs kwam in een dhoni op weg naar Jaffnapatnam vanaf de Coromandelkust. Zoals iedereen werd hij er gecontroleerd en ontving hij een pas. Het fort ligt, zo schrijft Haafner, ‘op een heel klein eilandje. Het is met geschut voorzien, en kan den ingang aan alle inlandsche vaartuigen beletten; groote schepen kunnen het niet naderen, dewijl het er ondiep is. Een officier met 24 mannen maakt de bezetting van dit fortje uit, die gemeenelijk alle maand afgelost worden’.

In 1796 werd heel Ceylon ingenomen door de Britten. In de Britse tijd werd het fort gebruikt als gevangenis en als quarantaine voor besmettelijke ziektes. Ook na de onafhankelijkheid van Sri Lanka was het een gevangenis. In de zeventiger jaren zaten er mensen van de JVP gevangen, zoals Rohana Wijeweera. Daarna was het fort in gebruik bij de marine van Sri Lanka. Tegenwoordig is het voor toeristen toegankelijk.

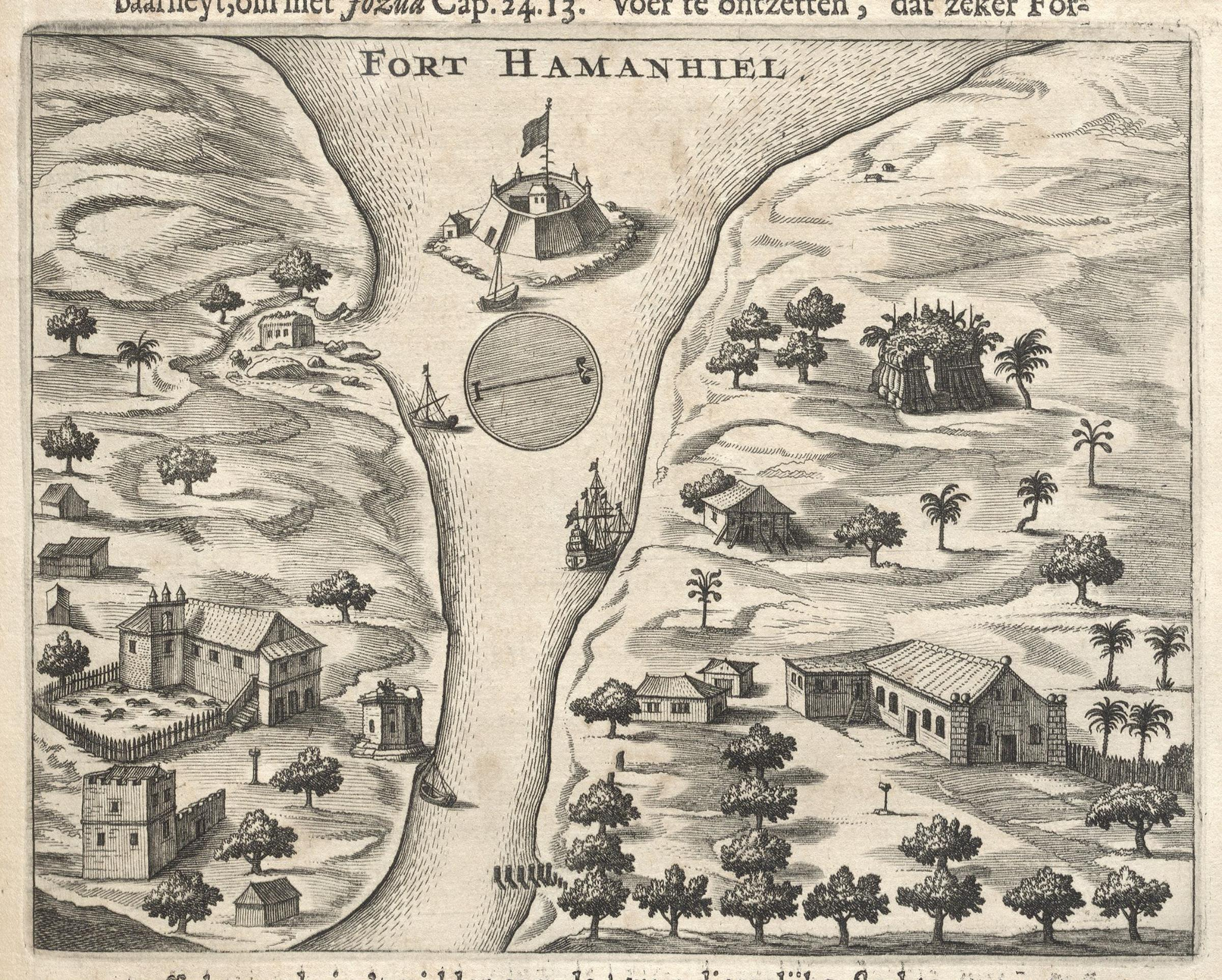
Kaart met fort Hammenhiel, ca. 1672.
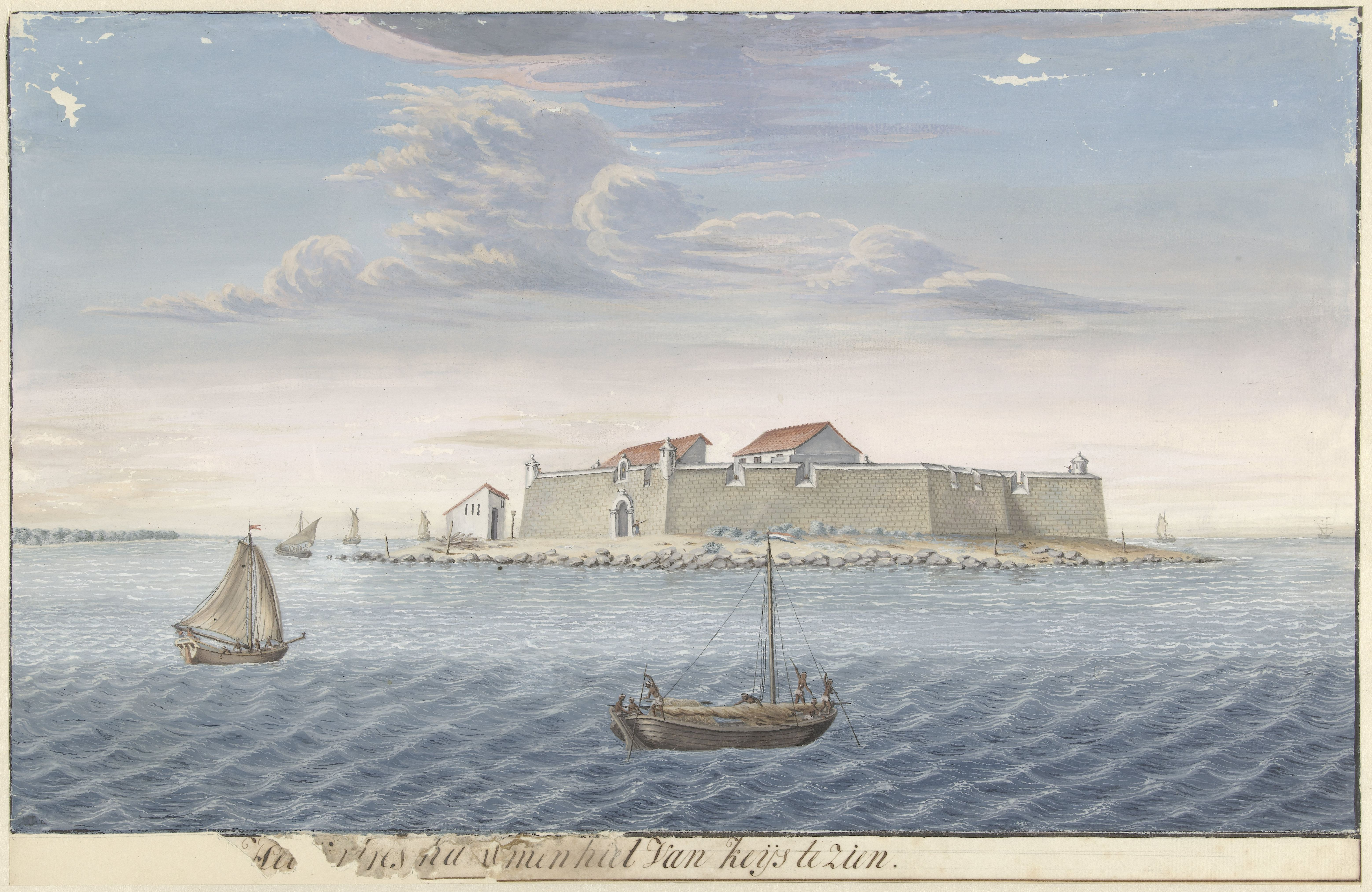
Fort Hammenhiel gezien vanaf het eiland Kayts, ca. 1710.
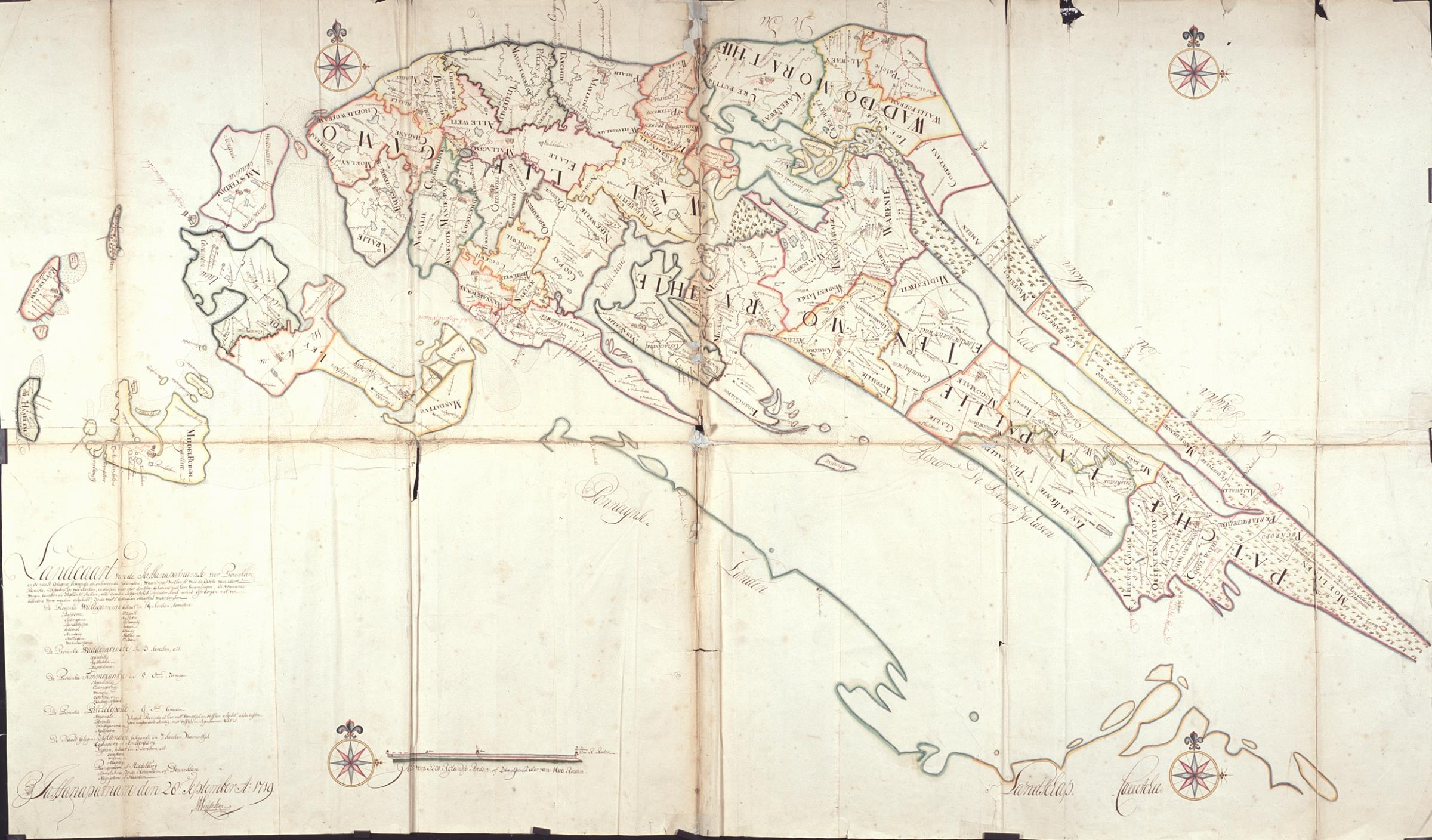
Kaart uit 1719. Linksboven, met vlag, Fort Hammenhiel.
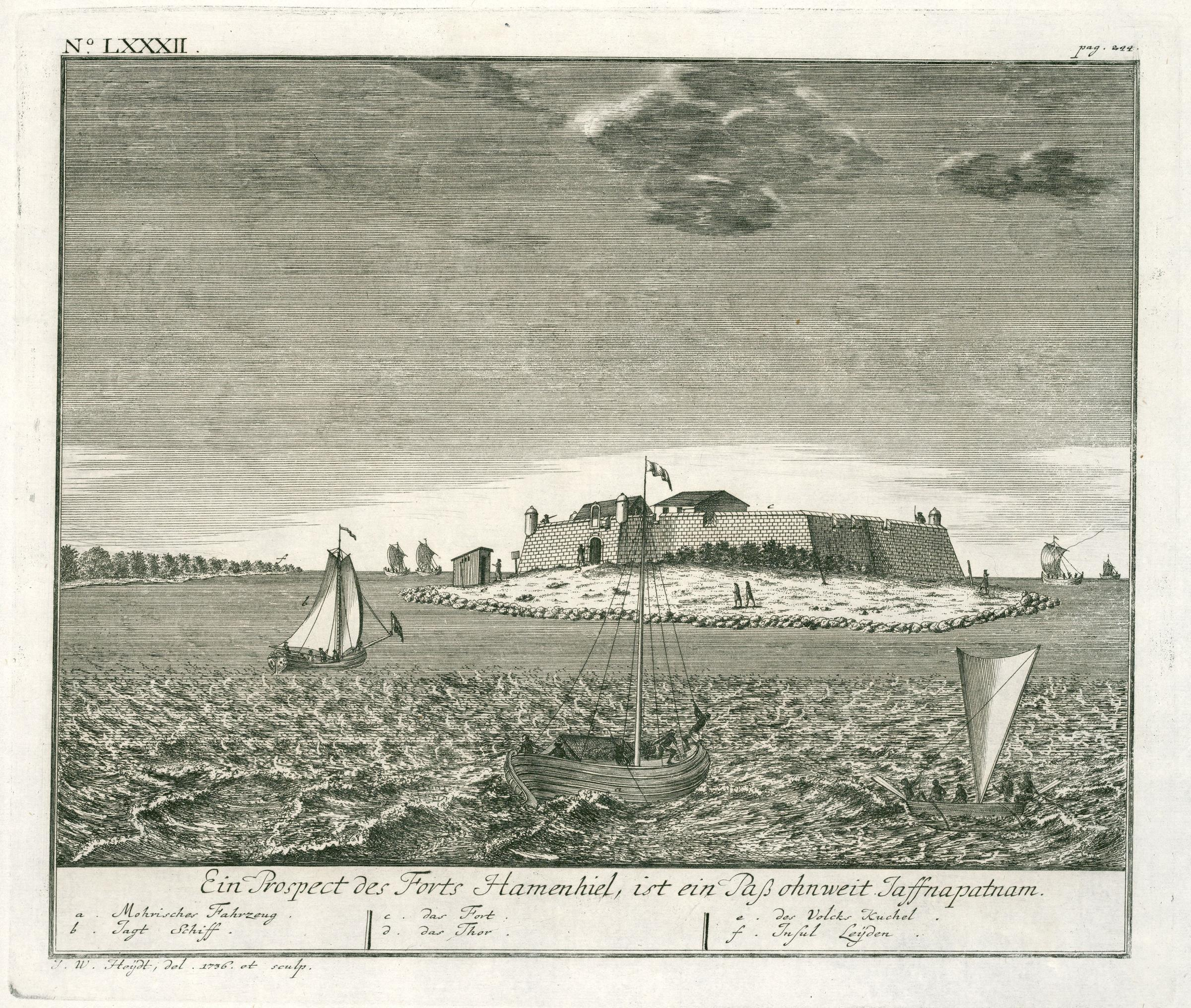
Fort Hammenhiel ca. 1740.
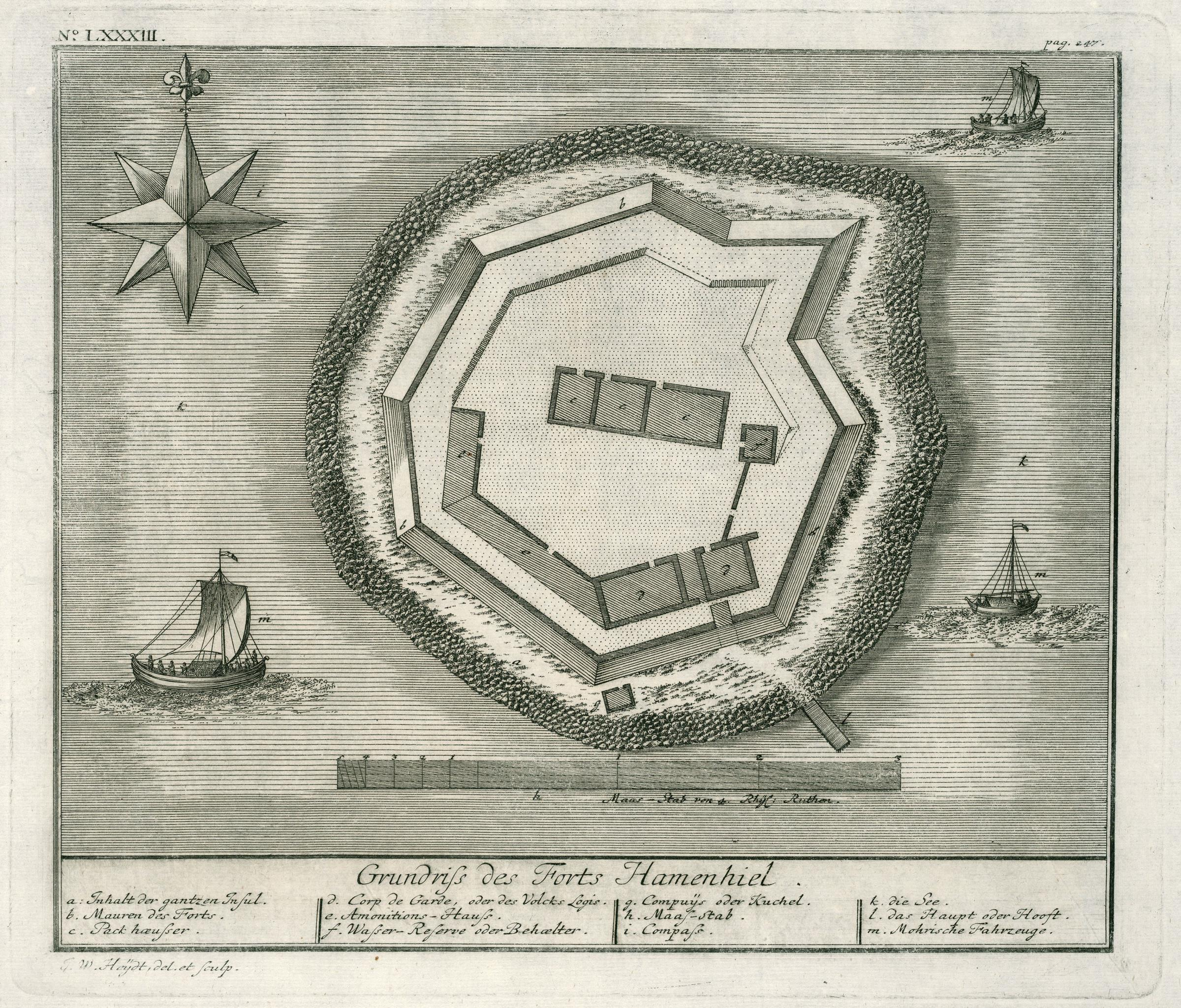
Plattegrond van fort Hammenhiel, ca. 1740.
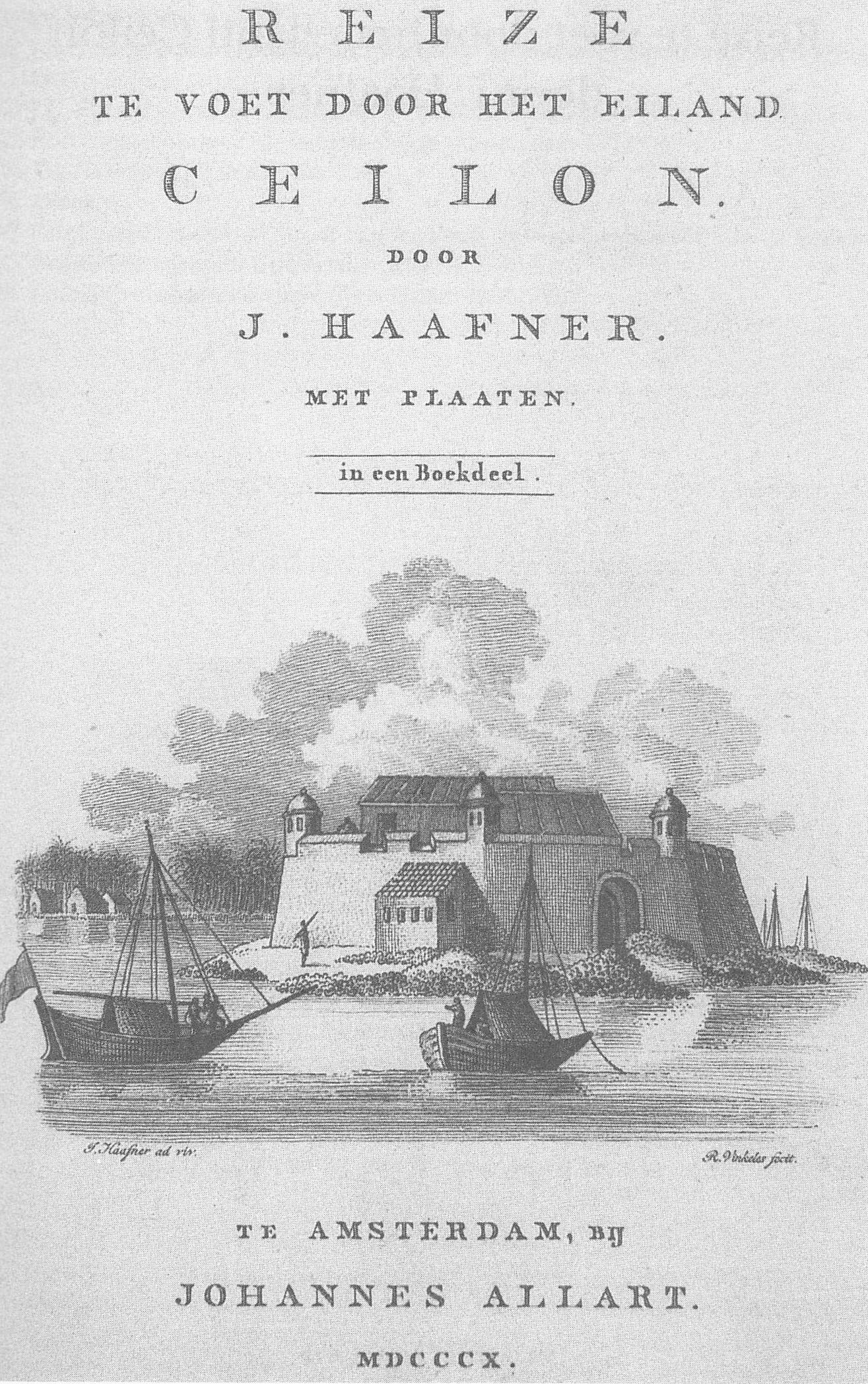
Fort Hammenhiel op de titelpagina van Jacob Haafners boek uit 1810.
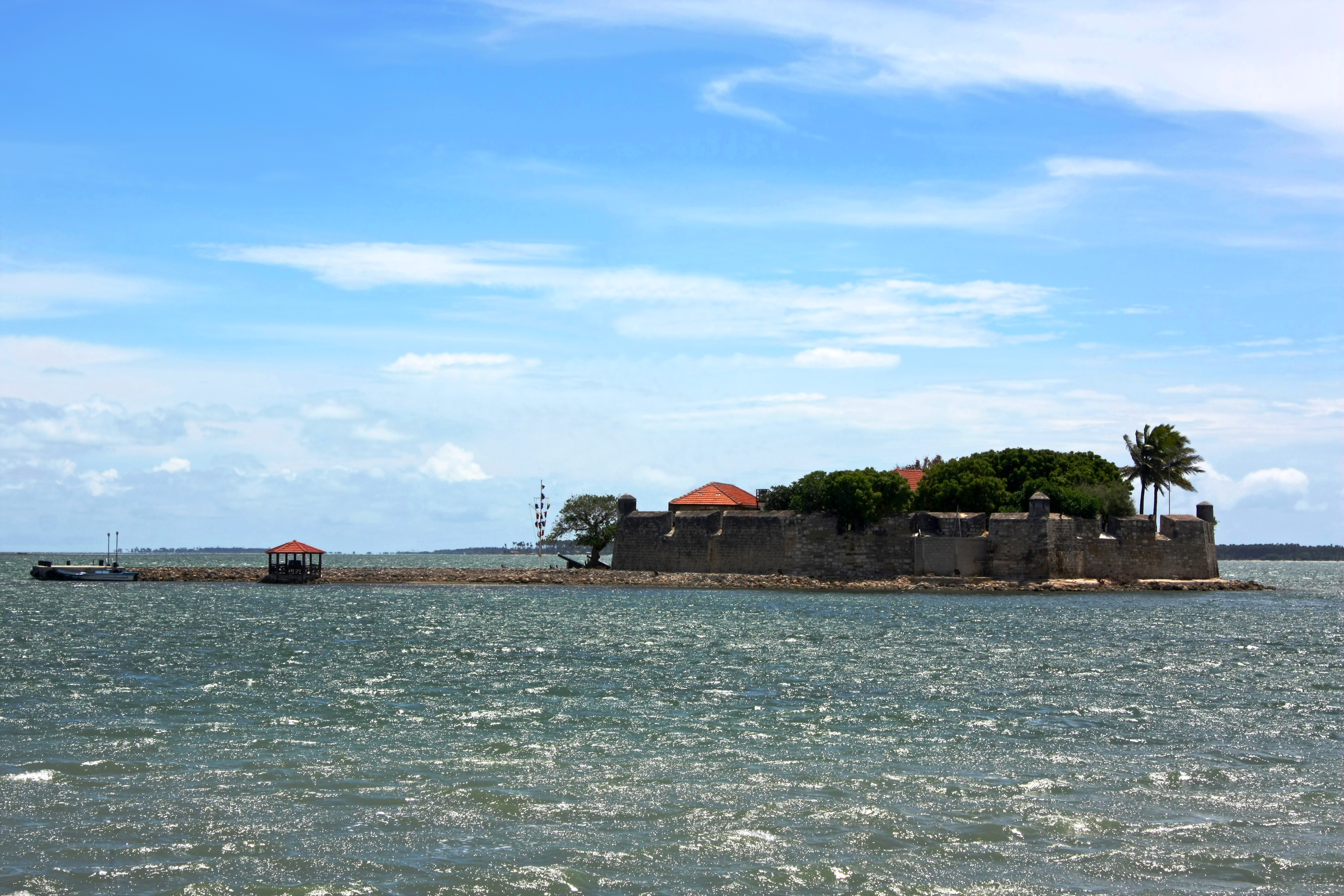
Fort Hammenhiel gezien vanaf het eiland Karainagar.
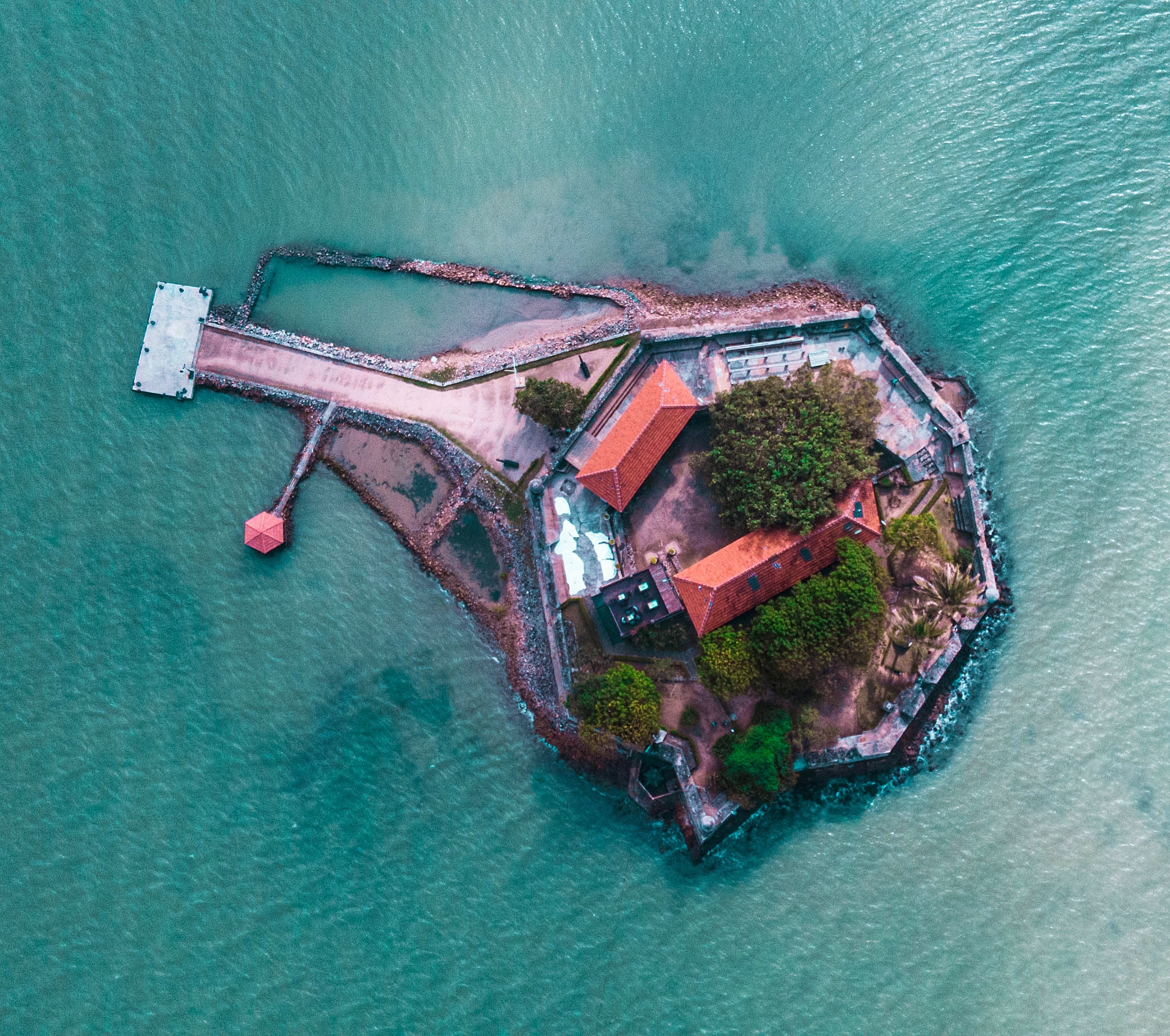
Fort Hammeniel vanuit de lucht.
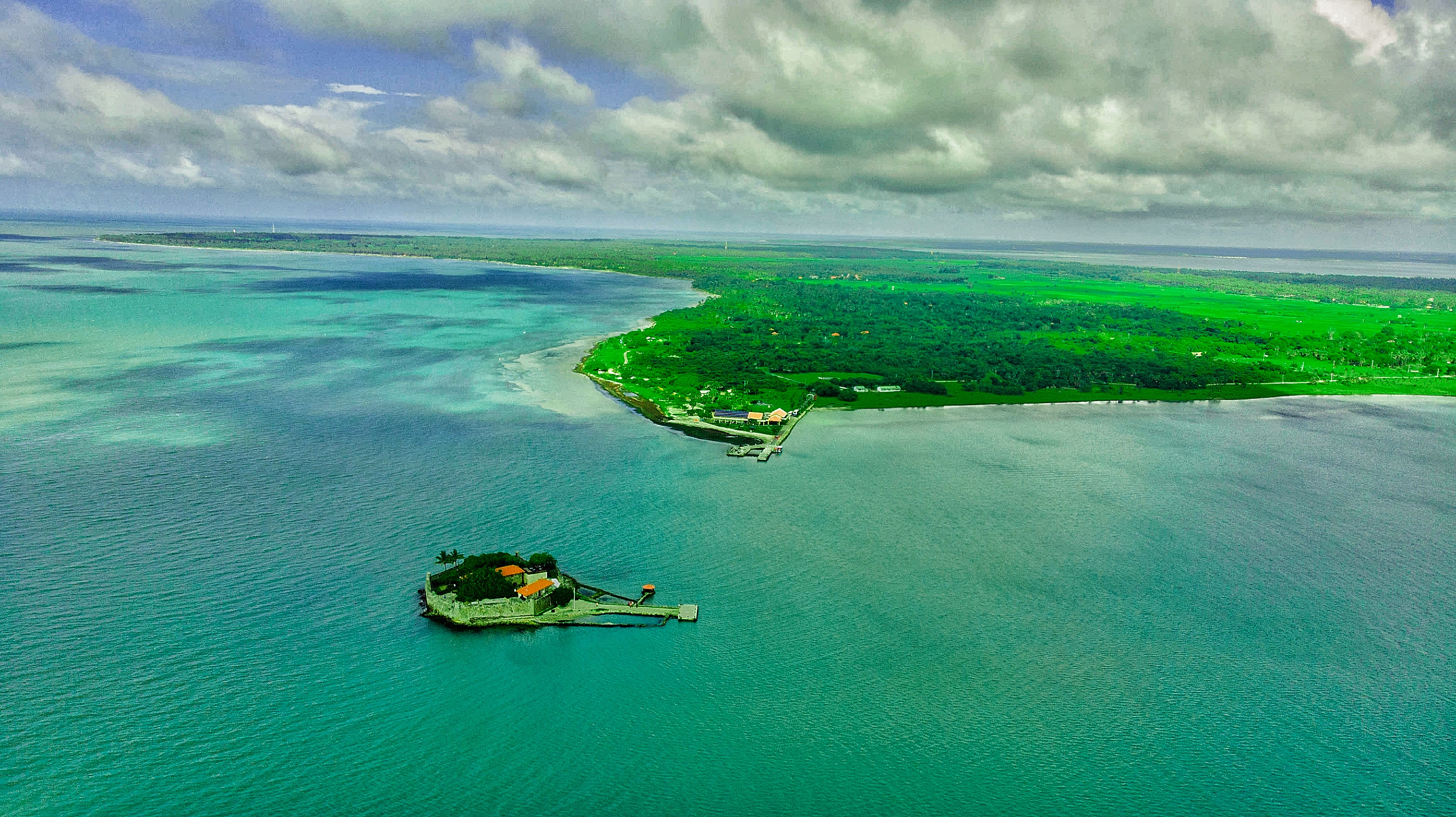
Fort Hammenhiel en Karainagar vanuit de lucht.